# Herrnbaumgarten
Herrnbaumgarten – gmina targowa w Austrii, w kraju związkowym Dolna Austria, w powiecie Mistelbach. Liczy 976 mieszkańców (1 stycznia 2014).